# Roma violenta
Roma violenta è un film poliziesco all'italiana, del 1975, diretto da Marino Girolami (con lo pseudonimo Franco Martinelli).
È il primo film della cosiddetta "trilogia del commissario", che vede protagonista il commissario Betti, interpretato da Maurizio Merli, il quale diverrà in seguito icona del genere poliziottesco.

## Trama

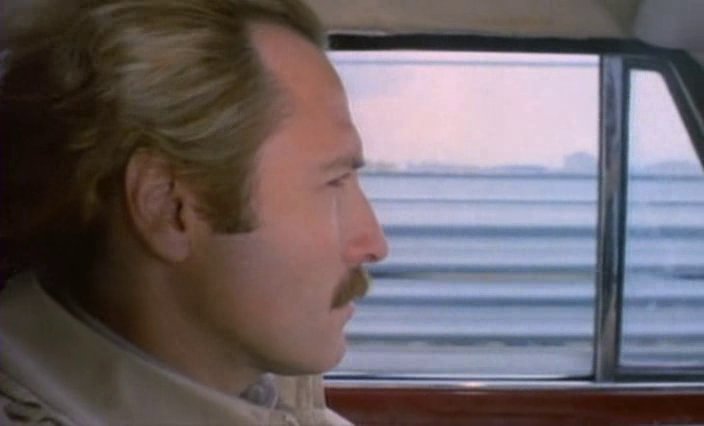
Il commissario Betti, a bordo di una Alfa Romeo Giulia Super, in un inseguimento del film

Il commissario Betti, poliziotto della questura di Roma, ha perso un fratello diciottenne, colpito da un delinquente nel corso di una rapina. Un episodio simile si ripete su un autobus, dove due delinquenti, dopo aver derubato i passeggeri, uccidono un ragazzo di diciassette anni. Betti riesce ad individuare uno dei due e lo pesta a sangue: l'uomo rivela che colui che ha sparato è Luciano Buzzi, detto "il Cinese", a sua volta prelevato e arrestato. Betti li consegna entrambi alla giustizia, nella quale però non nutre alcuna fiducia.
Qualche giorno dopo viene commessa una rapina in un supermercato. La polizia arriva sul posto, Betti compreso, ma, impotenti, lasciano scappare i rapinatori con una donna in ostaggio, che viene poi gettata dall'auto in corsa. Biondi scopre che la rapina è opera della banda di Franco Spadoni, detto "il Chiodo". Betti e Biondi iniziano a pedinarlo. Nel corso del pedinamento, Chiodo, raggiunto dai suoi complici, compie una rapina in una banca. Betti e Biondi irrompono in banca, sparando ed avendo la meglio sui due complici di Spadoni, il quale però riesce a ferire Biondi e a fuggire: il commissario Betti parte all'inseguimento. Durante la fuga in auto, Chiodo spara e uccide tre bambini per strada allo scopo di far desistere, vanamente, il commissario Betti dall'inseguirlo. L'auto con a bordo il Chiodo va poi a sbattere contro un cantiere stradale, e l'uomo viene raggiunto da Betti che, anziché arrestarlo, lo uccide. Formalmente incriminato per l'accaduto dall'autorità giudiziaria, si dimette dalla polizia.
L'indomani Betti riceve una telefonata dall'avvocato Sartori che lo invita ad unirsi ad una "associazione" creata allo scopo di difendersi dagli assalti della malavita. Dopo un attimo di esitazione, Betti accetta: non perché favorevole a questo tipo di giustizia, ma solo per poter combattere la criminalità organizzata con i propri metodi. La sera stessa parte la prima ronda, e la squadra coglie in flagrante tre malviventi mentre svaligiano una fabbrica di tappeti e li pestano a sangue.
La sera dopo, però, due altri malviventi si presentano a casa Sartori e ne stuprano la figlia, costringendo il padre ad assistere. Il giorno dopo Betti va a trovare Biondi, ricoverato in un centro di riabilitazione motoria. Biondi ipotizza una vendetta dovuta all'episodio della fabbrica dei tappeti: uno dei banditi ha infatti due fratellastri a cui è molto legato, e Betti ne deduce che siano costoro gli autori dello stupro. La sera stessa i vigilantes rapiscono i due e li rinchiudono in un magazzino. Arriva anche Sartori, che riconosce nei due gli stupratori della figlia. A colui che teneva immobilizzato Sartori vengono spezzate le braccia mentre lo stupratore viene preso a calci nei testicoli.
Il giorno dopo viene commessa una rapina in un ristorante, un uomo viene ucciso davanti agli occhi dei figli. Betti, a fronte di alcune perplessità iniziali, convince gli altri ad indagare, rastrellando le case di alcuni ricettatori, ma senza ricavare nulla di concreto ai fini delle indagini. Nel frattempo Biondi viene raggiunto nella clinica da due ricettatori, che lo picchiano selvaggiamente. Viene salvato da Betti, sopraggiunto in quel momento, che mette in fuga i criminali e spara ad entrambi, uccidendoli.
Parlando il giorno dopo con Biondi, Betti gli spiega come stavolta il giudice abbia ritenuto di non procedere contro di lui, riconoscendo la legittima difesa. Ma Betti stesso si rende conto che avrebbe potuto benissimo sparare alle gambe, evitando di ammazzarli. Biondi fa però notare all'ex commissario che la giustizia fatta col metodo "vigilantes" non è che un'altra forma di delinquenza, anche se, confessa, forse in certe situazioni avrebbe agito come lui. Betti, incerto e dubbioso sul suo futuro saluta Biondi e raggiunge la propria auto. Nel frattempo il giovane agente si immagina la morte del commissario.

## Produzione
Il progetto per realizzare questo film nacque sulla scia del successo di un altro poliziottesco, La polizia incrimina, la legge assolve (1973) di Enzo G. Castellari. Infatti doveva essere una sorta di sequel e per questo la regia venne offerta proprio a Enzo G. Castellari, che però rifiutò per problemi legati al compenso. Infine la regia venne affidata a Marino Girolami, padre di Castellari, che per l'occasione utilizzò lo pseudonimo Franco Martinelli, ritenendo che il suo vero nome non fosse adatto a questo tipo di pellicole, in quanto rimandava troppo ai suoi precedenti film del filone della commedia erotica all'italiana (espediente utilizzato anche da Steno, che per i suoi film drammatici si firmava con il suo vero nome, Stefano Vanzina).
Inizialmente i produttori scelsero per la parte del protagonista Richard Harrison, ma il regista insistette per far avere la parte a Maurizio Merli.
La scena della rapina in banca è stata girata in piazza Roma ad Aprilia, esattamente la stessa location della rapina del film Roma a mano armata di Umberto Lenzi, mentre la rapina al supermercato è stata girata in via Casilina nel quartiere di Torpignattara. L'inseguimento che segue è stato girato nelle zone: EUR, Porta Collina, Fiera di Roma, Mura aureliane, basilica di San Giovanni in Laterano e per un breve tratto presso la Tangenziale Est (dove il commissario uccide il rapinatore), ancora chiusa al traffico all'epoca delle riprese; tale scena è stata girata con Maurizio Merli a bordo di una Alfa Romeo Giulia Super 1600 (Bollo Oro) e John Steiner a bordo di una BMW 1800 (E118 Neue Klasse).

## Distribuzione
Il film venne distribuito nelle sale cinematografiche italiane il 13 agosto 1975, con la censura che impose il divieto alla visione ai minori di 14 anni.

## Accoglienza

### Incassi
A fronte delle critiche negative della critica cinematografica coeva, il film ottenne un'ottima risposta da parte del pubblico: introitò infatti 2.495.950.443 lire dell'epoca, che ne fecero il film di maggior successo commerciale del filone poliziottesco, risultando il 25° miglior incasso al botteghino italiano della stagione cinematografica 1975-1976.

### Critica
A proposito del film, Aurora Santuari scrisse sul quotidiano comunista Paese Sera: «L'ideologia di pura marca fascista che circola per tutto il film non è nemmeno mascherata, come altre volte nel filone “poliziotto”, da alibi legalitari»., mentre il Morandini ne sottolineò la regia stenta e stinta che scopiazza male i modelli hollywoodiani.
In anni più recenti il film è stato rivalutato dalla critica; Marco Giusti nel suo dizionario Stracult ad esempio lo qualifica come cultissimo poliziesco.

## Sequel
Nel 1976 vengono realizzati due seguiti:
- Napoli violenta, regia di Umberto Lenzi
- Italia a mano armata, regia di Marino Girolami (come Franco Martinelli)

Nel 1977 viene realizzato, invece, uno spin-off:
- Napoli spara!, regia di Mario Caiano

Nel film, infatti, viene inserito il commissario Belli (interpretato da Leonard Mann) che rappresenta il sostituto del commissario Betti. Compare anche Gennarino, bambino già presente in Napoli violenta.

## Colonna sonora
La colonna sonora, all'epoca non pubblicata su vinile, è composta da Guido e Maurizio De Angelis noti per aver composto le musiche di svariati film polizieschi italiani degli anni settanta ed è edita dalla Beat Records. Nella scena dell'inseguimento automobilistico all'EUR di Roma è ripreso il tema Gangster Story già utilizzato per la prima volta nelle scene di inseguimento automobilistico nel film La polizia incrimina, la legge assolve di Enzo G. Castellari e successivamente ripreso nel film Napoli spara! diretto da Mario Caiano. Anche Quentin Tarantino nel suo film Grindhouse - A prova di morte ha ripreso il tema di Italia a mano armata di Franco Micalizzi, pur non essendo quest'ultimo incluso nella colonna sonora ufficiale del film. I brani della colonna sonora dell'edizione CD della Beat Records del 2006 sono:
1. The Other Face
2. The Reason Of a Just War
3. The Reason Of a Just War
4. The Other Face
5. The Punitive Justice
6. Gangster Story
7. Casa Di Moda
8. The Punitive Justice
9. Undercover Investigation
10. The Reason Of a Just War
11. The Other Face
12. The Reason Of a Just War
13. The Reason Of a Just War
14. Undercover Investigation
15. Chicca
16. The Reason Of a Just War
17. Sliding Crime
18. The Punitive Justice
19. Undercover Investigation
20. Revenging A Friend
21. The Punitive Justice
22. The Reason Of a Just War
23. The Reason Of a Just War